# Чон Джихён (актриса)
Чон Джихён (кор. 전지현; род. 30 октября 1981) — южнокорейская киноактриса и модель. Настоящее имя — Ван Джихён (кор. 왕지현). Англоязычный псевдоним — Джианна Чон (англ. Gianna Jun).

## Биография и карьера
Ван Джихён родилась 30 октября 1981 года в Сеуле. Благодаря подруге, в 1997 году начала карьеру как фотомодель для обложек женских журналов («Ecole»). Первую известность получила снявшись в рекламном ролике для принтеров компании Samsung.
В 1998 году она исполняет заметную роль второго плана в телесериале «Очаруй моё сердце» (кор. 내 마음을 뺏어봐; Нэ маымыль ппэсобва), играя старшеклассницу влюблённую в доктора, роль которого исполнил Пак Син Ян. В конце того же года она дебютирует в кино главной ролью в мелодраме Ян Юн Хо «Белая валентинка» (кор. 화이트 발렌타인; Хваитхы паллентхаин) снова с Пак Син Яном. Фильм вышел в феврале 1999-го и принёс ей первую награду Пэксан (кор. 백상) как начинающей актрисе.
Летом 1999-го она возвращается на телевидение с сериалом «Счастливы вместе» (кор. 해피투게더; Хэпхитугедо), первая совместная роль с Чха Тхэхёном. А в следующем году снимается вместе с И Чонджэ в фантастической мелодраме «Домик у моря» (кор. 시월애; Сиворэ, англ. il Mare).
Настоящий успех приходит в 2001-м с ролью в комедийной мелодраме Квак Джэ Ёна «Дрянная девчонка» (кор. 엽기적인 그녀; Ёпкиджогин кынё, англ. My sassy girl). Фильм пользуется большим успехом, как в Корее, так и в других странах Азии, что ведёт к многочисленным контрактам на рекламу, в которой часто используется образ её героини из фильма. За эту роль в 2002 году она получает престижную награду «Большой колокол» как лучшая актриса.
Следующая работа в кино опять с Пак Син Яном — мистическая драма «Стол на четверых» (кор. 4인용 식탁; Саинён сиктхак, англ. название: Uninvited). Фильм вышел летом 2003 года, но провалился в прокате (меньше миллиона зрителей).
После этого Чон Джихён снимается у Квак Джэ Ёна в фильме «Порыв ветра» (корейское название (кор. 내 여자친구를 소개합니다; Нэ ёджачхингурыль согэхамнида — переводится как «Познакомьтесь с моей девушкой», международное название Windstruck). Фильм оказался успешен, но не настолько, как их предыдущая совместная работа. Остросюжетная мелодрама «Ромашка» (кор. 데이지; Теиджи), съёмки которой прошли весной и летом 2005-го в Нидерландах, тоже не пользуется успехом (чуть больше 1 миллиона зрителей в Корее).
В январе 2008 выходит «Человек, который был Суперменом» (кор. 슈퍼맨이었던 사나이; Сюпхомэниоттон санаи), снятый осенью 2007-го. Затрагивающий тему равнодушия в современном обществе фильм посмотрели в Корее менее 600 тысяч зрителей.
В 2009 году в прокате появляется «Кровь. Последний вампир» (Blood. The last vampire) съёмки которого прошли ещё в 2007-м. Джихён исполняет роль Сайи, четырёхсотлетней девочки в школьной форме, охотящейся на вампиров. Это первая англоязычная работа актрисы. В титрах фильма она обозначена просто как Джианна (Gianna). Она объяснила выбор такого псевдонима тем что друзья зовут её просто Джиёна (на «а» оканчивается звательный падеж в корейском языке) и при быстром произношении это звучит как Gianna. Но фильм проваливается как в корейском, японском, так и в мировом прокате.
Следующая работа также в англоязычном фильме — «Снежный цветок и заветный веер», основанном на одноимённом романе Лизы Си. К сюжету была добавлена отсутствующая в книге линия событий происходящих в наше время. В исторических эпизодах, где её героиня говорит по-китайски, голос Джихён был дублирован, так как она не знает китайского языка. Чон Джихён принимала участие в представлении фильма на Каннском кинорынке в 2011 году. Впервые в титрах она указана как Джианна Чон. Также это первый её экранный поцелуй (с Хью Джекманом). Этот фильм тоже не пользовался успехом.
В конце 2011 в Гонконге и Корее проходят съёмки фильма «Воры» (кор. 도둑들; Тодуктыль) в котором Джихён снова играет вместе с И Чонджэ.
В начале 2012 появляются новости о скором замужестве Чон Джихён. Свадьба предварительно намечалась на лето. Но в связи со съёмками фильма «Берлин» (кор. 베를린; Перыллин) была перенесена на весну.
6 мая 2012 года Чон Джихён вылетела из Сеула в Берлин, где проходили натурные съёмки фильма «Берлин». После этого съёмочная группа отправилась в столицу Латвии — Ригу, в старом городе и окрестностях которой прошли съёмки трюковых эпизодов.
25 июля 2012 года в республике Корея состоялась премьера фильма «Воры». На пресс-конференциях перед этим широко обсуждалась сцена с поцелуем Чон Джихён и Ким Сухёна, включённая в рекламный ролик фильма. Первый экранный поцелуй Чон Джихён в корейском фильме. В различных интервью она также говорила о том что после череды неудач ей требуется кассовый фильм. Фильм «Воры» собрал более 12 миллионов зрителей, оказавшись самым успешным фильмом 2012 года в Корее. В фильме у неё заметная, но всё же скорее второплановая роль, некоторые моменты которой напоминают о «Дрянной девчонке» и «Порыве ветра». Имя её героини — Е Николь — это намёк на серию рекламных роликов Anycall в которой Чон Джихён рекламировала телефоны Samsung.
30 января 2013 года фильм «Берлин» вышел в прокат в республике Корея, его посмотрело более 7 миллионов зрителей. У Чон Джихён опять роль второго плана, на этот раз напоминающая фильм «Ромашка», также снятый в Европе. Одновременно с этим Чон Джихён снова стала сниматься в большом количестве рекламных роликов, благодаря которым получила широкую известность. За первую половину 2013 года она приняла участие в рекламе вина, холодильников, печенья и обуви. Также она стала гостем 17-го фестиваля фантастических фильмов в городе Пучоне, где получила одну из наград (Выбор продюсеров).
В конце 2013-го после четырнадцатилетнего перерыва Джи Хён возвращается на телевидение, снимаясь в телесериале «Человек со звёзды» (кор. 별에서 온 그대; Пёресо он кыдэ, англ. My love from the star). Её партнёром снова выступил Ким Сухён. Сериал пользовался большим успехом как в Корее, так и в Китае. В прессе появились заметки о том что Чон Джихён вернулась к амплуа своенравной девчонки. Новый успех ещё больше увеличил количество её рекламных контрактов в том числе вместе с Ким Сухёном и И Чонджэ.
За роль в этом сериале Чон Джихён снова получает награду Пэксанского кинофестиваля, на этот раз главный приз. В своей речи она поблагодарила зрителей как в Корее, так и за её пределами, а также выразила благодарность То Минджуну (персонаж Ким Сухёна) «за то, что он не улетел, а остался на Земле» и предложила ему ещё раз сделать что-нибудь вместе.
31 декабря 2014 на церемонии SBS Drama Awards Чон Джихён выигрывает главный приз, а также другие награды, в том числе как лучшая пара с Ким Сухёном. В своей речи она сказала спасибо режиссёру и сценаристке телефильма, опять поблагодарила Ким Сухёна, пообещала в будущем работать ещё лучше и в конце упомянула своего «любимого мужа Чве Джунхёка».

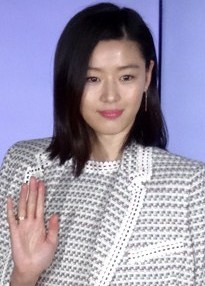
Чон Джихён в 2015 году

22 июля 2015 года в прокат в республике Корея вышел новый фильм с участием Чон Джихён «Убийство» (кор. 암살; Амсаль), съёмки которого прошли осенью и зимой 2014—2015. Несмотря на беременность, Джи Хён продолжала принимать участие в различных рекламных акциях, а также получила награду за вклад в распространение в мире корейской культуры. В начале июня 2016 года впервые после рождения ребёнка Чон Джихён показалась на публике, приняв участие в рекламном мероприятии в Китае.
В конце 2016 года Джихён вместе с Ли Мин Хо снялась в фантастическом телесериале «Легенда синего моря» (кор. 푸른 바다의 전설; Пхурын падаи чонсоль), где у неё была главная роль.
Несколько лет после рождения второго ребёнка Джи Хён не снимается в фильмах и сериалах участвуя только в рекламе.
Весной 2020 она появляется на последних секундах заключительной серии второй части нетфликс-сериала «Царство» (кор. 킹덤; англ. Kingdom)) о появлении зомби в средневековой Корее.
Летом 2021 на «Нетфликс» выходит специальный эпизод сериала «Царство», посвящённый героине Джи Хён, под названием «А Син с севера» (кор. 아신전(Асинчон)). Несмотря на то, что у Джи Хён главная роль, сцены с её участие занимают только треть полуторачасовой серии и почти не содержат диалогов.
В конце этого же года на телеканале tvN выходит сериал «Гора Чири» (кор. 지리산(Чирисан)) где у Джи Хён главная роль. Это первая роль Джи Хён на кабельном телевидении. У сериала высокие, хотя и не рекордные рейтинги. Он создан в смешанном жанре: приключения, драма, мелодрама, мистика, комедия, детектив. Роль Джи Хён соединяет всех сыгранных ею раннее героинь и является для неё переходом в более старшую возрастную категорию.

## Личная жизнь
В пятницу 13 апреля 2012 года в сеульской гостинице «Силла» состоялось бракосочетание Ван Джихён и Чве Джун Хёка (кор.최준혁). За три часа до этого она отвечала на пресс-конференции на вопросы журналистов. Фотографии Джи Хён позирующей в свадебном платье появились на обложках азиатских выпусков международных женских журналов. Среди гостей на свадьбе были её партнёры по фильмам Чха Тхэ Хён, Чан Хёк, Хван Чон Мин а также Ким Юн Джин, Ким Хе Су, Хан Е Сыль и другие.
22 июля 2015 года одновременно с выходом в прокат фильма «Убийство» стало известно, что Чон Джихён находится на десятой неделе беременности. 10 февраля 2016 года в одной из сеульских больниц актриса родила мальчика. 26 января 2018 года у Джихён родился второй сын.

## Фильмография
| Год       |   | Русское название                            | Оригинальное название                         | Роль       |
| --------- | - | ------------------------------------------- | --------------------------------------------- | ---------- |
| 2021      | с | Чирисан                                     | 지리산                                        | Со Икан    |
| 2020      | с | Королевство зомби                           | 킹덤                                          | А Син      |
| 2016      | с | Легенда синего моря                         | 푸른 바다의 전설 (The Legend of the Blue Seа) | Сим Чон    |
| 2015      | ф | Убийство                                    | 암살 (Amsal)                                  | Ан Окю     |
| 2013—2014 | с | Человек со звезды                           | 별에서 온 그대 (Man from the Stars)           | Чон Сони   |
| 2013      | ф | Берлинское дело                             | 베를린                                        | Лю Чонхи   |
| 2012      | ф | Воры                                        | 도둑들                                        | Е Николь   |
| 2011      | ф | Снежный цветок и заветный веер              | Snow Flower and the Secret Fan                | София      |
| 2009      | ф | Последний вампир                            | Blood. The last vampire                       | Сая        |
| 2008      | ф | Человек, который был суперменом             | 슈퍼맨이었던 사나이                           | Сон Суджон |
| 2006      | ф | Ромашка                                     | 데이지 (Daisy)                                | Хе Ён      |
| 2004      | ф | Порыв ветра / Познакомьтесь с моей девушкой | 내 여자친구를 소개합니다 (Windstruck)         | Ё Гёнджин  |
| 2003      | ф | Незваные гости / Стол на четверых           | 4인용 식탁 (Uninvited)                        | Ён         |
| 2001      | ф | Дрянная девчонка                            | 엽기적인 그녀 (My sassy girl)                 | девушка    |
| 2000      | ф | Домик у моря / Любовь, преодолевающая время | 시월애 (Il Mare)                              | Ын Чжу     |
| 1999      | ф | Белая валентинка                            | 화이트 발렌타인 (Hwaiteu ballentain)          | Чон Мин    |
| 1999      | с | Счастливы вместе                            | 해피 투게더 (Happy Together)                  | Со Ёнджу   |
| 1998      | с | Очаруй моё сердце                           | 내 마음을 뺏어봐                              |            |